# Земля и воля

Эмблема тайного революционного общества «Земля и Воля»

«Земля́ и Во́ля» — тайное революционное общество, возникшее в Российской империи в 1861 году и просуществовавшее до 1864 года, с 1876 года по 1879 годы восстановившееся как народническая организация.

## Предшественники
На рубеже 1850−1860-х годов в крупнейших городах России действовал ряд студенческих кружков. Они находились под идейным влиянием «Колокола» Герцена и Огарёва и занимались пропагандой освободительных идей. Некоторые общества были раскрыты властями, поэтому сохранились сведения о них: Харьковско-Киевское тайное общество, Пермско-Казанское тайное общество, Библиотека казанских студентов, выделившийся из последней кружок Аргиропуло-Заичневского.

## Первый состав 1861−1864 гг.
Вдохновителями общества были Герцен и Чернышевский. Своей целью участники ставили подготовку крестьянской революции. Программные документы были созданы под влиянием идей Герцена и Огарева. Одним из важнейших требований, выдвигавшихся членами организации, был созыв бессословного народного собрания.
В первый Исполнительный комитет организации вошли 6 её организаторов (Николай Обручев, Сергей Рымаренко, братья Николай и Александр Серно-Соловьёвичи, Александр Слепцов, Василий Курочкин). «Земля и Воля» представляла собой объединение кружков, располагавшихся в 13−14 городах. Наиболее крупными кружками были московский (Юрий Мосолов, Николай Шатилов) и петербургский (Николай Утин). Военная организация «Земли и воли» была представлена «Комитетом русских офицеров в Польше» под руководством подпоручика Андрея Потебни. По данным, имевшимся у Александра Слепцова, численность «Земли и воли» составляла 3 000 человек (московское отделение состояло из 400 членов).
Летом 1862 года царские власти нанесли серьёзный удар по организации, арестовав её лидеров — Чернышевского и Серно-Соловьёвича, а также радикального журналиста Дмитрия Писарева, связанного с революционерами. В 1863 году в связи с истечением срока действия уставных грамот члены организации ожидали мощное крестьянское восстание, которое они хотели организовать в сотрудничестве с польскими революционерами. Однако польские подпольщики вынуждены были организовать восстание раньше обещанных сроков, а надежды на крестьянский бунт не оправдались. Кроме того, либералы большей частью отказались поддерживать революционный лагерь, веря в прогрессивность начавшихся в стране реформ. Под влиянием всех этих факторов «Земля и воля» вынуждена была самоликвидироваться в начале 1864 года.

## Второй состав 1876−1879 гг.
Второй состав «Земли и Воли», восстановившейся в 1876 году как народническая организация, включал в себя таких деятелей, как Александр Михайлов, Георгий Плеханов, Марк Натансон, Дмитрий Лизогуб, позже Сергей Кравчинский, Николай Морозов, Софья Перовская, Лев Тихомиров, Николай Тютчев. Всего организация насчитывала около 200 человек. «Земля и воля» в своей деятельности опиралась на широкий круг сочувствующих лиц.
Название «Земля и воля» дано обществу в конце 1878 г., с появлением одноимённого печатного органа; прежнее название: «Северная революционно-народническая группа», «Общество народников».
В основу пропаганды организации легли не прежние социалистические принципы, непонятные народу, а лозунги, исходившие непосредственно из крестьянской среды, то есть требования «земли и воли». В своей программе провозгласили идеал «анархизма и коллективизма». Конкретные требования заключались в следующих пунктах:
- передача всей земли крестьянам в равных долях
- введение полного общинного самоуправления
- введение свободы вероисповеданий
- предоставление нациям права на самоопределение

Средства достижения этих целей включали организаторские (пропаганда, агитация среди крестьян и других сословий и групп) и дезорганизаторские (индивидуальный террор против наиболее неугодных правительственных чиновников и агентов охранки). Организация имела собственный устав.
Организация состояла из основного кружка (подразделялся на семь специальных групп по роду деятельности) и местных групп, располагавшихся во многих крупных городах империи. «Земля и воля» имела собственный печатный орган с одноимённым названием. Агент «Земли и воли» Николай Клеточников был внедрён в Третье отделение. Землевольцы организовали деревенские поселения как переход к «осёдлой» пропаганде. Тем не менее, эта акция, равно как и «хождение в народ», окончилась неудачей. После этого все силы народники сосредоточили на политическом терроре.
Землевольцы участвовали в проведении нескольких стачек в Петербурге в 1878−79 гг. «Земля и воля» оказывала влияние на развитие студенческого движения. Ею были организованы или поддержаны демонстрации в Петербурге, в том числе Казанская демонстрация 6 (18) декабря 1876 г., которой «Земля и воля» впервые открыто заявила о своем существовании. Казанская демонстрация стала первой политической демонстрацией в России с участием передовых рабочих. Демонстрация была организована и проведена народниками-землевольцами и связанными с ними членами рабочих кружков на Казанской площади в Санкт-Петербурге. На площади собралось около 400 чел. Страстную революционную речь перед собравшимися произнес Георгий Плеханов. Молодой рабочий Яков Потапов развернул красное знамя со словами «Земля и воля». Демонстранты оказали сопротивление полиции. Был арестован 31 демонстрант, из которых 5 осуждены на 10−15 лет каторжных работ, 10 приговорены к ссылке в Сибирь и трое рабочих, в том числе Я. Потапов, к заточению на 5 лет в монастырь. Казанская демонстрация знаменовала начало сознательного участия русского рабочего класса в общественном движении.

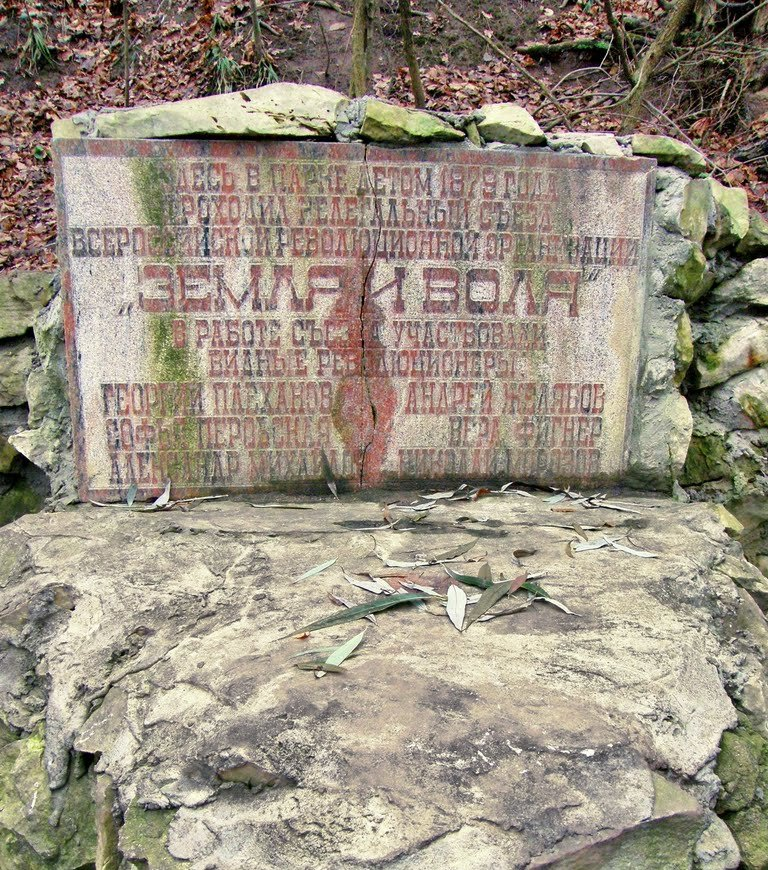
Памятная доска, установленная на месте последнего съезда «Земли и Воли» в Воронеже.

Липецкий съезд членов народнической организации «Земля и воля» состоялся в июне 1879 в Липецке. Созван в обстановке обострения разногласий среди революционных народников по вопросу о дальнейшем направлении деятельности организации. На Липецкий съезд, тайно от «Земли и воли», собрались Александр Михайлов, Александр Квятковский, Лев Тихомиров, Николай Морозов, А. И. Баранников, Мария Ошанина, Андрей Желябов, Николай Колодкевич, Григорий Гольденберг, Степан Ширяев и М. Ф. Фроленко. Съезд решил внести в программу «Земли и воли» признание необходимости политической борьбы с самодержавием как первоочередной и самостоятельной задачи. Участники Липецкого съезда объявили себя Исполнительным комитетом Социально-революционной партии и приняли устав, основанный на централизме, дисциплине и конспирации. Исполнительный комитет в случае согласия общего съезда «землевольцев» в Воронеже с новой программой должен был взять на себя осуществление террора.
Воронежский съезд членов народнической организации «Земля и воля», созванный в июне 1879 в Воронеже в связи с разногласиями среди революционных народников по вопросу о дальнейшем направлении деятельности. Участвовало около 20 человек, в том числе Георгий Плеханов, Александр Михайлов, Андрей Желябов, Вера Фигнер, Софья Перовская, Николай Морозов, Михаил Фроленко, Осип Аптекман. Сторонники «политики» политической борьбы и террора (Желябов, Михайлов, Морозов и др.) явились на съезд сплоченной группой, окончательно сорганизовавшейся на Липецком съезде (июнь 1879 г.). Сторонники Плеханова («деревенщики») заняли примирительную позицию, считая главной задачей работу среди крестьян: они не возражали, по существу, и против террора. Плеханов, доказывавший опасность увлечения террором для перспектив работы в народе, формально вышел из «Земли и воли» и покинул съезд.
Постановления съезда носили компромиссный характер: наряду с деятельностью в народе признавалась и необходимость политического террора.
Организация просуществовала до 1879 года, после чего распалась. Террористическое крыло образовало новую организацию «Народная воля», а крыло, оставшееся верным чисто народническим тенденциям — общество «Чёрный передел». После раскола «Земли и воли» на Воронежском съезде Исполнительный комитет Липецкого съезда положил начало новой организации «Народная воля».

### «Свобода или смерть»
В 1879 году по инициативе Л. А. Тихомирова была организована совершенно секретная группа Свобода или смерть, объединившая самых решительных сторонников террора, находившихся в Санкт-Петербурге. В её состав входило пятнадцать человек: Е. Д. Сергеева (жена Л. А. Тихомирова), Н. А. Морозов, А. А. Квятковский, А. И. Баранников, С. Г. Ширяев, Г. П. Исаев, Г. Д. Гольденберг, А. В. Якимова, В. В. Зеге фон Лаутенберг, А. Б. Арончик, Н. Н. Богородский, С. А. Иванова — будущие члены «Народной воли», и В. М. Якимов с Н. С. Зацепиной.